# 耳かき専門店
耳かき専門店（みみかきせんもんてん）とは、耳垢を除去する行為「耳かき」を主体とするエステやリラクゼーションのサービスを行う店舗のことである。
「耳かき店」、「耳かき屋」、「耳かきエステ」、「耳エステ」、「イヤーエステ」などさまざまな呼び方がある。おもに都会で癒やしを求める人々に人気を得ていることが多い。
耳かきを専門とする職業はアジア諸国にもみられるが、ここでは現代日本のものを扱う。また、耳かきの道具を販売する専門店も「耳かき専門店」と呼ばれることがあるが、ここでは扱わない。

## 概要
2005年（平成17年）7月26日に、厚生労働省医政局長が各都道府県知事に対して、「医師法第17条、歯科医師法第17条、および、保健師助産師看護師法第31条の解釈について」という通知で、「耳垢を除去すること（耳垢塞栓の除去を除く）」が医行為（医療行為）ではないと考えられることを通知した 。それ以前から理容店での追加サービスとして耳かきが行われてはいたが、通達以降、東京・大阪・名古屋・福岡・札幌など日本の大都市を中心に「耳かき専門」などをうたう店舗が増えてきている。一口に「耳かき」といっても、その業態は多様であるが、顧客は、施術の結果としての健康増進や耳回りの審美性向上よりも、施術中の気持ちの良さを求める点が各業態で共通してみられる。理容店では男性の理容師が耳かきを行うことも普通であるが、専門店で耳かきを行う施術者（店員）は女性が多く、後述の「ひざまくら型」ではほぼ例外はない。
「耳かき」を掲げている店舗は、いずれも医療機関や施術所の類いではないため、健康保険はまったく利用できない。また、耳垢が硬化していると、医療機関の耳鼻科に通院しないと除去できない場合もある。
医療行為ではないとされるものの、道具を不衛生なまま使いまわすと感染性の外耳炎・中耳炎・皮膚炎等の炎症や血液感染する感染症を媒介する危険があるため、客ごとに道具の消毒または取り替えを行うことや、耳内に炎症のある客に無理をして施術しないことが必須である。

## 耳かき店のいろいろ

耳の図解。耳かきエステ専門店では、外耳道にファイバースコープを差し入れながら施術するので、鼓膜の近くの耳垢も除去できる。

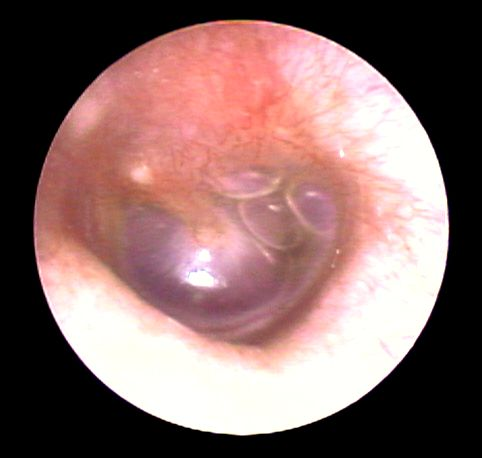
ファイバースコープで見た耳の孔の奥

実際に耳かきを行なっている店舗の業態は多種多様であるが、ここではエステ専門店とひざまくら型に大別する。

### 耳かきエステ専門店
耳に特化したエステティックサロンの一種。耳かきを行う施術者（スタッフ）は耳かきを技能として訓練されている場合が多く、理容師の資格を取得している場合もある。客は施術用のベッドまたは背もたれ付き椅子に寝かされ、スタッフは白衣などを着用した衛生的な姿で、各種の耳掻き、もしくは、専用ローションを浸した綿棒で施術を行う。ファイバースコープを用いて客の耳の孔（外耳道）の中をモニターで見せながら施術を行う店もある。鼓膜に近い部分の耳垢除去も行うこともあるが、外耳道の皮膚が自分での耳かきや体調により荒れていたり、耳垢が耳鼻科医での処置でなければ取れないほど硬化している場合はその限りではない。耳垢だけでなく抜けた耳毛の産毛もかゆみの原因となるため、耳毛剃りの施術をする店もある。
このほか、耳や頭部、コースによっては上半身や全身のマッサージなども行うこともある。客をリラックスさせるためにハーブティーなどが出されることもある。男性客も利用可能な店が多いが、客層は女性が中心である。

### ひざまくら型の耳かき店
女性店員のひざまくらによる耳かきを売り物にする店舗。上記のエステ専門店に比べると、施術者は技能的な訓練を受けていない素人・アルバイト店員であることが多く、耳かき技能のレベルはさまざまであり、鼓膜の安全のために耳かき自体も耳の孔の深くまでは行なわない。客も耳かきの技術は求めず、若い女性にひざまくらをされることによる癒やしやリラクゼーションを求める傾向が強い。したがって、女性店員を目当てとする男性客が多く、店のウェブサイトやブログなどで女性のプロフィールを公開している場合が多い。下記の浴衣（非風俗店）型と準風俗店型がある。
浴衣ひざまくら型の耳かき店
浴衣を着た若い女性店員が、膝の上に客の頭部を乗せたひざまくらの体勢で、耳かきや耳つぼ・頭部のマッサージなどのサービスを行う。サービスを行う部屋は和室風の畳敷きである場合が多く、緑茶やおしぼりなどが出される。女性店員を目当てとする男性客が多いが、落ち着いた和風の雰囲気の店舗なので、女性客でも普通にサービスを受けられる。
準風俗店ひざまくら型の耳かき店
準風俗店のような雰囲気の耳かき店で、客層はほとんど女性店員目当ての男性に限られるが、女性客向けのサービスを設けている場合もある。上記のタイプと同じく、若い女性がひざまくらをする点は同じだが、衣装は浴衣ではなくコスプレや私服が多い。業態はさらに多種多様なものがある。
例えば、メイド服やセーラー服を着た少女がひざまくらで耳かきや各種マッサージをする萌え系のタイプ。あるいは若い女性店員が耳かきや各種マッサージなどを行うが、オプションとして男性客が逆に女性店員に対して耳かき・ひざまくら・マッサージやボディタッチなどをする準風俗色の濃いサービスを行うタイプなどさまざまなタイプがある。メイド喫茶や風俗店で耳かきサービスを取り入れる業態も増えているようである。
これらのサービスは男女が密接になるため必然的に元来の目的から離れてサービスが過剰になりやすく、経営者が摘発された例もある。